# Roodbuikspitskopschildpad
De roodbuikspitskopschildpad (Emydura subglobosa) is een schildpaddensoort uit de familie slangenhalsschildpadden (Chelidae).

## Naam en indeling
De wetenschappelijke naam van de soort werd voor het eerst voorgesteld door Johann Ludwig Gerard Krefft in 1876. Oorspronkelijk werd de soort beschreven onder de wetenschappelijke naam Euchelymys subglobosa. De verouderde wetenschappelijke naam Emydura albertisii wordt nog wel eens gebruikt. De soortaanduiding subglobosa slaat op de schildvorm en betekent vrij vertaald 'bijna rond'; sub = minder dan en globosa = bolvormig.

### Ondersoorten
De soort wordt verdeeld in twee ondersoorten, een derde voormalige ondersoort (Emydura subglobosa angkibaanya) wordt niet meer erkend. De huidige ondersoorten zijn onderstaand weergegeven, met de auteur en het verspreidingsgebied.
| Naam                        | Auteur                   | Verspreidingsgebied                                                   |
| --------------------------- | ------------------------ | --------------------------------------------------------------------- |
| Emydura subglobosa          | Krefft, 1876             | Australië (Queensland), Azië; Indonesië (Papoea), Papoea-Nieuw-Guinea |
| Emydura subglobosa worrelli | Wells & Wellington, 1985 | Australië (Noordelijk Territorium, Queensland)                        |

## Uiterlijke kenmerken
De rugschildlengte is maximaal 26 centimeter, de mannetjes blijven echter kleiner tot ongeveer twintig cm. De schildkleur is bruin tot donker tot bijna zwart, het schild is relatief plat met een gele tot oranje schildrand. Het rugschild is enigszins koepelvormig en is het breedst aan de voorzijde. Het schild heeft bij volwassen exemplaren geen lengtekiel op het midden. Het buikschild is smal en bezit geen scharnierpunten, de kleur is geel met een zeer brede rode rand bij volwassen exemplaren. Okselschilden ontbreken en de dijschilden zijn gereduceerd. De plastronformule is als volgt: pect > fem > abd > an >< intergul > gul > hum.

### Kop en poten
De roodbuikspitskopschildpad heeft zwarte poten waarvan de onderzijden echter een roodachtige kleur hebben. Op de zijkanten van de poten zijn meestal twee gele strepen aanwezig. Ondanks de familienaam slangenhalsschildpadden heeft deze soort een relatief korte nek, het is een van de 'kortnekkige' soorten binnen de groep van de slangenhalsschildpadden. Van de neusgaten tot aan de trommelvliezen is een heldere gele streep gelegen zie naar achteren toe breder wordt. Aan de kin is een afstekende rode vlek aanwezig. Onder de kin zijn twee baarddraden aanwezig die een gele kleur hebben. De roodbuikspitskopschildpad heeft grote ogen, de snuitpunt is kort en de kaken zijn afgerond in vergelijking met andere spitskopschildpadden. Door de golvende vorm van de kaken lijkt het dier te 'glimlachen'.

### Juvenielen en geslachtsonderscheid
Jonge dieren hebben een felrode buik, die wel vervaagt naarmate de dieren ouder worden, maar altijd duidelijk te zien is. Juvenielen hebben een relatief grotere kop en meer afstekende kleuren, zoals aan de marginaalschilden. Juvenielen hebben een lichte kiel op het midden van het schild die echter met de jaren verdwijnt. Mannetjes en vrouwtjes zijn voornamelijk te herkennen aan de staart, de man heeft een langere staart en de cloaca bevindt zich voorbij het rugschild. De vrouw heeft een kortere staart en haar cloaca bevindt zich voor de rand van het rugschild.

## Verspreiding en habitat

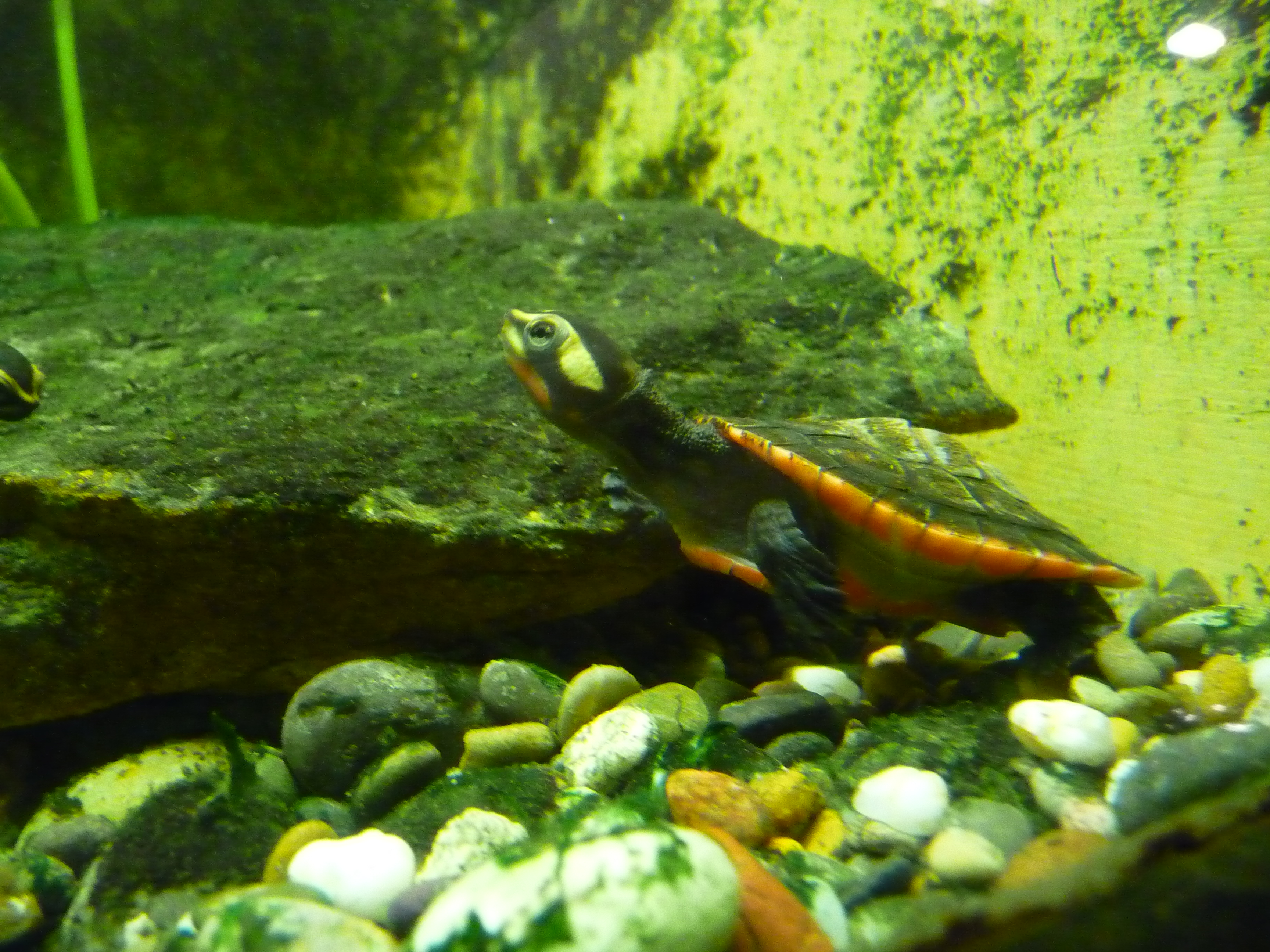
Een juveniel in Vivarium Darmstadt, Duitsland.

De soort komt voor in delen van Australië in de staten Noordelijk Territorium en Queensland, en daarnaast in Azië in Indonesië inde provincie Papoea en in het zuiden van Papoea-Nieuw-Guinea.
De habitat bestaat uit tropische en subtropische bossen waar veel regenval voorkomt. De roodbuikspitskopschildpad is sterk aan water gebonden en leeft in grotere rivieren, meren en lagunes met diepere en ondiepere delen.

## Levenswijze
De roodbuikspitskopschildpad is voornamelijk carnivoor en het voedsel bestaat voornamelijk uit kreeftachtigen, tweekleppigen en insecten. De schildpad kan een leeftijd bereiken van maximaal 25 jaar. Een belangrijke vijand is de Australische krokodil (Crocodylus johnsoni).
De dieren houden geen winterslaap, de paringsdrang begint als de temperaturen hoger worden in de lente. De man zal de vrouw 'betasten' door zijn snuitpunt langs haar cloaca te strijken en verleidt haar met een soort dansje. Het mannetje knikt met zijn kop en knippert met zijn ogen. Vervolgens zal de man achter op de vrouw klimmen en houdt zich goed vast, waarna de paring volgt.
Het vrouwtje graaft een nest met haar achterpoten in een mengsel van rivierzand langs de oever. Nadat de eitjes zijn afgezet, wordt het nest weer afgedekt en met het buikschild wordt het zand platgedrukt. Een enkel legsel bestaat uit ongeveer negen tot dertien (gemiddeld 10) eitjes maar er worden per seizoen drie legsels geproduceerd. Mannetjes zijn geslachtsrijp op een leeftijd van vijf tot zes jaar, vrouwtjes op een leeftijd van negen tot twaalf jaar, soms eerder.
Net als vrijwel alle andere schildpadden heeft de roodbuikspitskopschildpad geen geslachtschromosomen; het geslacht is afhankelijk van de temperatuur waarop het ei wordt uitgebroed. Bij een temperatuur van 26 graden komen er voornamelijk mannetjes uit de eieren na ongeveer 60 dagen, bij 31 graden voornamelijk vrouwtjes na ongeveer 45 dagen. Bij temperaturen hiertussen komen er ongeveer evenveel vrouwtjes als mannetjes uit de eieren.

## In gevangenschap

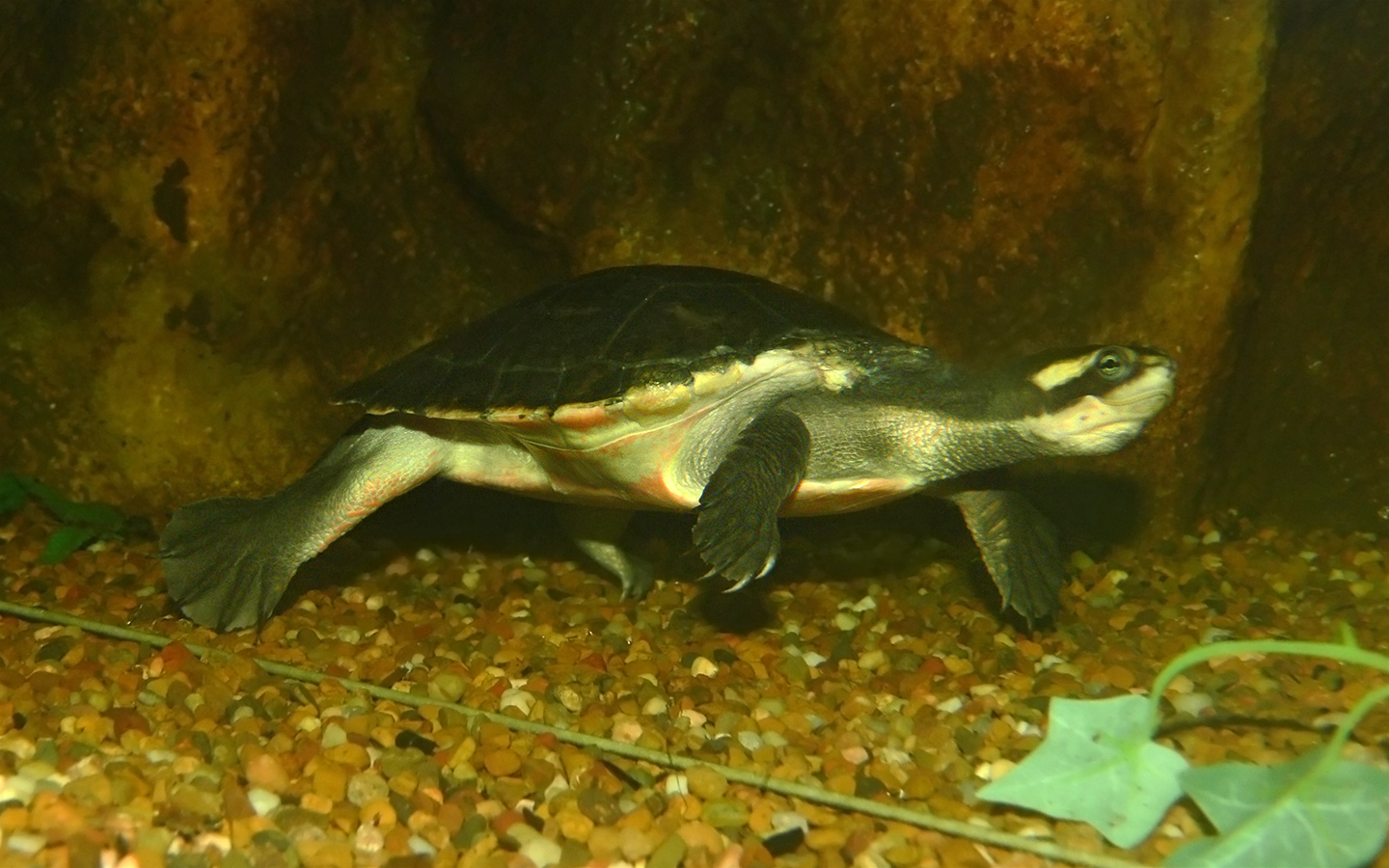
Een exemplaar in een aquarium.

Vanwege de bonte kleuren heeft de schildpad een hoge decoratieve waarde en is populair als exotisch huisdier. De schildpadden worden in het wild op grote schaal gevangen om te worden verkocht in de handel in exotische dieren.
Volwassen dieren vereisen echter een groot aquarium. Een aquarium van ongeveer 1,80 meter lang, vijftig centimeter breed en 50 cm hoog is voldoende voor een volwassen koppel. De hoogte van het water moet minimaal zo hoog zijn als de breedte van het schild, maar hoe dieper hoe beter. Decoratieve waterplanten zijn af te raden aangezien ze als voedsel worden beschouwd.
De eitjes worden uitgebroed in een stoof, maar eerst in bakjes in een substraat van vermiculiet of perliet gelegd, dit is te koop bij reptielenspeciaalzaken. Er wordt een klein kuiltje gemaakt voor het ei, dat er voor een derde in wordt gelegd. Het substraat dient iets aangedrukt te worden zodat het eitje niet om kan rollen, omdat het embryo verdrinkt als het ei wordt gedraaid. De temperatuur moet tussen de kritieke waarden 26 en 34 graden liggen.

## Beschermingsstatus
Door de internationale natuurbeschermingsorganisatie IUCN is de beschermingsstatus 'veilig' toegewezen (Least Concern of LC).